# Ipa (vattendrag i Vitryssland)
Ipa (vitryska: Іпа) är ett vattendrag i Belarus.   Det ligger i voblasten Homels voblast, i den centrala delen av landet, 230 km sydost om huvudstaden Minsk.
Runt Ipa är det i huvudsak tätbebyggt. Runt Ipa är det ganska tätbefolkat, med 80 invånare per kvadratkilometer.